# Hurup
Hurup är en tätort i Thisteds kommun i Region Nordjylland i Danmark. Tätorten har 2 712 invånare (2024). Den ligger på ön Vendsyssel-Thy, cirka 28 kilometer sydväst om Thisted. Hurup var centralort i Sydthy kommun fram till kommunreformen 2007.